# Samochodowa lampa ksenonowa

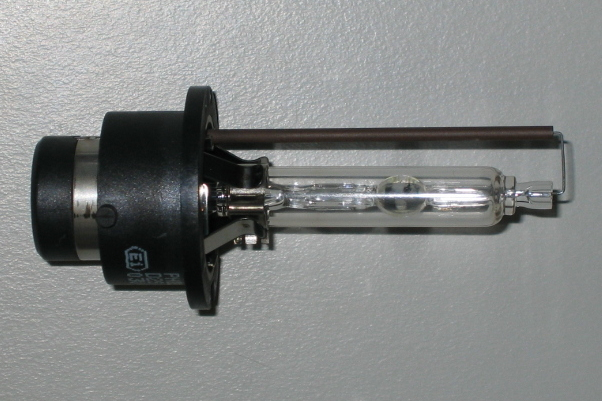
Jarznik ksenonowy typu D2S przeznaczony do reflektorów soczewkowych

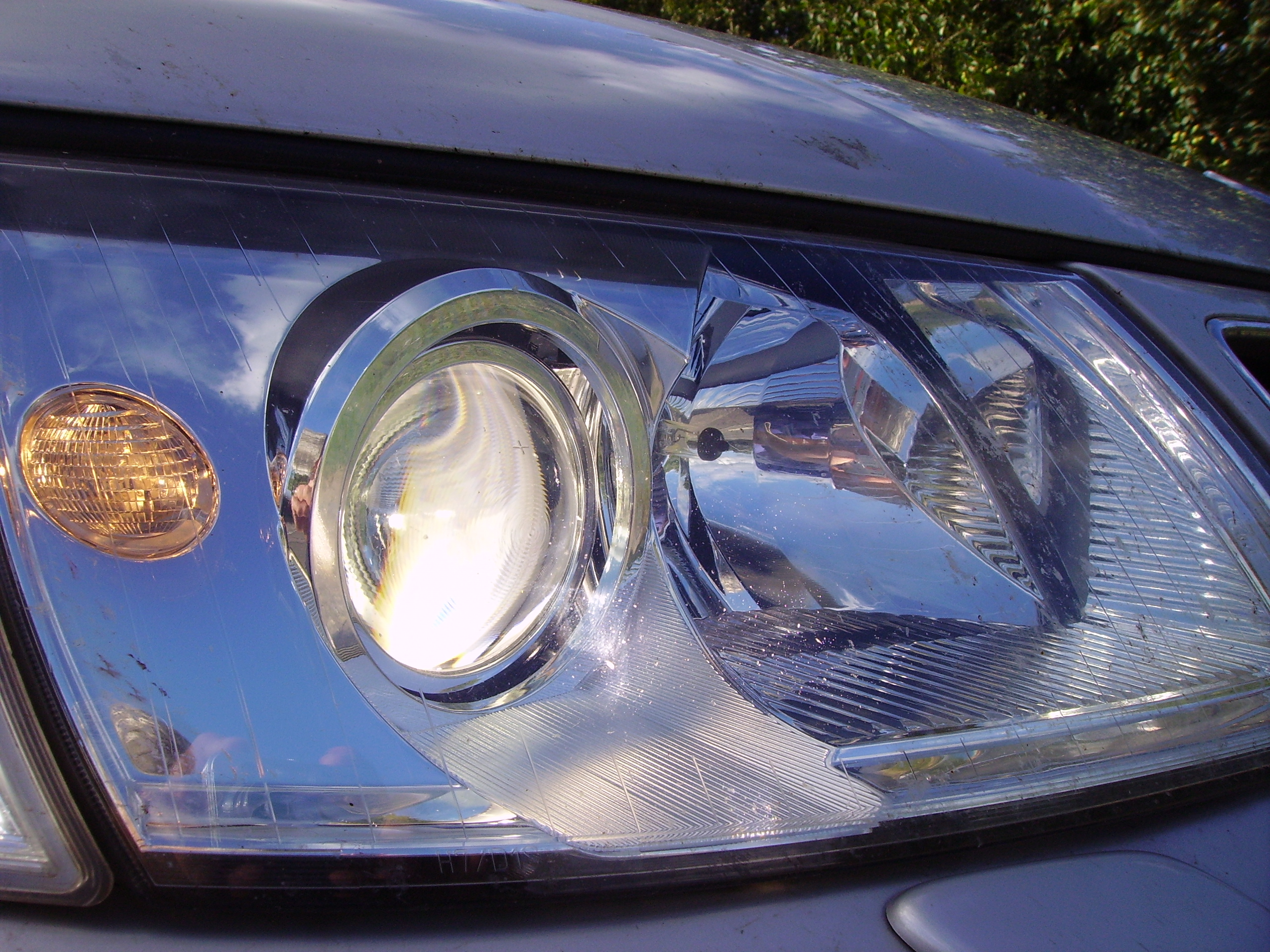
Lampa ksenonowa w samochodzie

Samochodowa lampa ksenonowa, ksenon, biksenon – potoczna nazwa systemu oświetlenia stosowanego w samochodach, spełniającego rolę świateł mijania lub świateł drogowych i mijania równolegle. 
Jest to odmiana lampy metalohalogenkowej - lampa, w której jako gaz zapłonowy został użyty ksenon w celu szybkiego osiągnięcia satysfakcjonującego poziomu strumienia świetlnego. Gdyby zamiast tego zastosowany był argon, jak to ma miejsce w stacjonarnych lampach metalohalogenkowych, uruchamianie lampy trwałoby kilka minut. Lampy te cechuje większa skuteczność świetlna w porównaniu z tradycyjnymi lampami halogenowymi. Podczas gdy lampa halogenowa wytwarza 1500 lm, pobierając 55 W, lampa ksenonowa wytwarza, w zależności od swojej temperatury barwowej, około 3200 lm, pobierając 35 W i znacznie mniej się nagrzewa. Lampy te cechuje duża żywotność, porównywalna do żywotności samochodu. Z czasem tracą one jednak na intensywności świecenia, a wartość ich temperatury barwowej wędruje w górę skali. Lampy takie wymagają specjalnego układu zapłonowego, wytwarzającego wysokie napięcie niezbędne do ich uruchomienia.
Ponieważ potrzebują do kilku sekund na osiągnięcie zarówno pełnego poziomu intensywności świecenia, jak i odpowiedniej barwy, często montuje się je w światłach mijania świecących stale, a rolę świateł drogowych pełnią dodatkowe lampy halogenowe, włączane w razie potrzeby. Innym rozwiązaniem są tzw. biksenony, w których jedna lampa wyładowcza, świecąca cały czas, wytwarza zarówno światła mijania, jak i drogowe, dzięki specjalnemu układowi optycznemu o zmiennych parametrach.
Oświetlenie samochodowe wykorzystujące technologię lamp ksenonowych zostało wprowadzone do seryjnej produkcji z początkiem lat dziewięćdziesiątych XX wieku.